# Пітер Стаувесант
Пітер Стаувесант (нід. Pieter Stuyvesant; 1612 — серпень 1672) — останній генерал-губернатор (з 1647 по 1664 рік) голландських володінь у Північній Америці, відомих як Нові Нідерланди.

## Біографія
Син кальвіністського пастора з Фрисландії, Стаувесант поступив на службу Голландської Вест-Індійської компанії в 1632 році і через 11 років отримав призначення губернатором островів Кюрасао і Аруба. У сутичці з португальцями за острів Сен-Мартен він втратив праву ногу; її довелося замінити дерев'яною.
У 1645 році за керівництво Стаувесанта були передані всі володіння компанії в Карибському морі і на північ від нього. Найбільш перспективною з них був Новий Амстердам — майбутній Нью-Йорк.
Після прибуття в це місто в 1647 році Стаувесант був втягнутий у конфлікт з колоністами, які вимагали самоврядування за зразком міст Голландії. Губернатор пішов їм назустріч, але, незважаючи на створення міської ради, продовжував одноосібно відати всіма справами колонії. Він жорстко придушував інакомисля, особливо релігійне, і вигнав за межі колонії квакерів, що викликало протест з боку жителів голландського Фліссингена.
До заслуг Стаувесанта відносять розширення Нового Амстердама за межі південної частині Манхеттена. Саме він побудував оборонну стіну, яка дала ім'я Уолл-стріт, і «широкий канал» там, де зараз проходить Бродвей. Його ім'ям у Нью-Йорку названий бруклінський район Бедфорд — Стайвесант і манхеттенський квартал Стайвесант-таун.
У 1655 році Стаувесант з сімома сотнями колоністів увійшов на кораблях у річку Делавер (яку він назвав Новим Амстелом) і відбив у шведів форт Казимир. Керуючий колонії Нова Швеція передав всі права на неї Нідерландам. За відсутності Стаувесанта на Новий Амстердам напали індіанці, але після повернення йому вдалося укласти з ними мир.
Відносини з англійцями, навпаки, складалися невдало. Ще в 1650 році при визначенні меж Нових Нідерландів з Коннектикутом губернатор поступився англійцям землями, достатніми, за оцінкою міської ради, для заснування півсотні колоній.
Відчувши слабкість голландських позицій у регіоні, герцог Йоркський 1664 року направив до Америки чотири судна на чолі з Річардом Николсом з тим, щоб вони відібрали у голландців Нові Нідерланди.
Не маючи достатніх сил для збройного протистояння, Стаувесант передав Нові Нідерланди в руки англійців і пішов на свою ферму (нід. Bouwerij) на Манхеттені, де і помер у 1672 році. На її місці зараз пролягає жвава вулиця Бауер (Bowery). Церкву святого Марка, в якій було поховано Стаувесанта, у післявоєнні роки своїми відвідинами вшанували нідерландські королеви Юліана (в 1952 р) і Беатрікс (1982 р)